# Gretchen Carlson
Gretchen Elizabeth Carlson (Anoka, 21 giugno 1966) è una conduttrice televisiva ed ex modella statunitense, incoronata Miss America 1989 ed ex Miss Minnesota.

## Biografia
Dopo la vittoria del titolo di Miss America, Gretchen Carlson ha sposato l'agente sportivo Casey Close ed ha condotto numerose trasmissioni televisive fra cui Saturday Early Show sulla CBS insieme a Russ Mitchell dal 2001 al 2005. Nel 2005 Carlson entra a Fox News, diventando uno dei volti più conosciuti. Dal 2008 conduce Fox & Friends, insieme a Steve Doocy e Brian Kilmeade; poi presenta The Real Story with Gretchen Carlson.
Il 23 giugno 2016 viene licenziata da Fox News: ai primi di luglio la Carlson denuncia Roger Ailes, amministratore delegato dell'emittente, per molestie sessuali a un tribunale del New Jersey, raccontando di essere stata allontanata per aver rifiutato le sue reiterate offerte. La vertenza si è poi risolta con un accordo privato e le scuse pubbliche alla Carlson, che ha ricevuto un indennizzo di 20 milioni di dollari.